# Van ba lá
Van ba lá hay van nhĩ thất phải nằm ở phía sau phải giữa tâm nhĩ phải và thất phải. Chức năng của van này là ngăn dòng máu chảy ngược từ tâm thất phải trở lại tâm nhĩ phải. 

## Cấu trúc
Van ba lá bình thường có ba lá tên lần lượt là lá trước, lá sau và lá vách.  Mỗi lá lại được các thừng gân nối với các cơ nhú trước, sau và vách tương ứng của tâm thất phải. Van ba lá cũng có thể có hai hoặc bốn lá; số lượng lá có thể thay đổi theo tuổi.

## Chức năng
Van ba lá có chức năng như là một van một chiều đóng trong thời kỳ tâm thất thu ngăn dòng máu chảy ngược từ tâm thất phải trở về tâm thất trái. Nó mở trong thời kỳ tâm trương cho phép dòng máu từ tâm nhĩ phải xuống tâm thất phải. Dòng máu chảy ngược lại còn được biết đến là dòng phụt ngược qua van ba lá hay hở van ba lá. Dòng phụt ngược qua van ba lá có thể gây tăng tiền gánh do máu phụt ngược lại tâm nhĩ sẽ được thêm vào thể tích máu đẩy vào tâm thất trong thời kỳ tâm trương ở chu kỳ tiếp theo.Tăng tiền gánh thất phải kéo dài có thể gây phì đại tâm thất, dần dần dẫn đến suy tim phải nếu không được điều chỉnh.
Hở van ba lá không phổ biến.
Nhiễm trùng van tim có thể do viêm nội tâm mạc ở những bệnh nhân dùng thuốc đường tĩnh mạch. Ở những bệnh nhân dùng thuốc đường tĩnh mạch thì nhiễm trùng thường xuất hiện ở tim phải, hầu hết là do vi khuẩn S. aureus. Ở những bệnh nhân không có tiền sử sử dụng thuốc đường tĩnh mạch, viêm nội tâm mạc thường xuất hiện ở bên trái.
Van ba lá thường bị tổn thương do thấp tim, gây hẹp van ba lá hoặc van ba lá mất chức năng (còn được gọi là hở ba lá). Một số bệnh nhân có bất thường van ba lá bẩm sinh. Bất thường bẩm sinh vị trí mép van ba lá được gọi là bệnh Ebstein và là nguyên nhân hay gặp gây hở ba lá nặng.
Hội chứng carcinoid có thể làm tổn thương van ba lá do các khối u này sản xuất ra serotonin tạo thành mô sợi. 
Ca ghép van ba lá qua can thiệp mạch đầu tiên được thực hiện bởi các phẫu thuật viên tại Cleveland Clinic.

## Ảnh

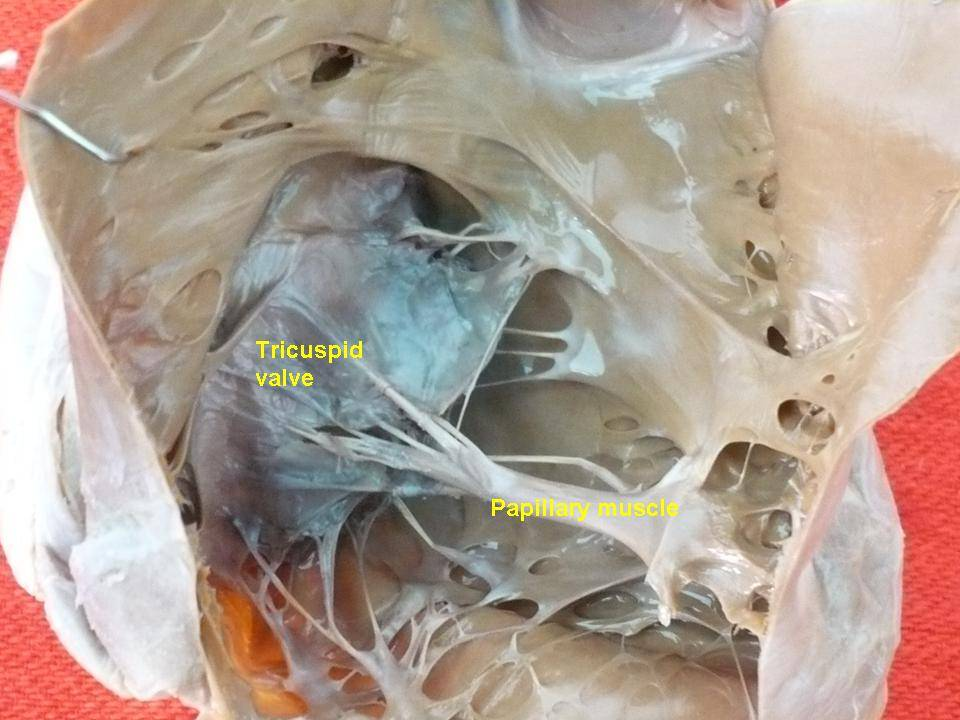
Van ba lá. Giải phẫu sâu.